# Voletínský potok
Voletínský potok (též Farský potok) je levostranný přítok řeky Novohradky v okrese Chrudim v Pardubickém kraji. Délka toku činí 5,6 km. Plocha povodí měří 2,9 km².

## Průběh toku
Potok pramení jihovýchodně od města Proseče v nadmořské výšce okolo 590 m. Na horním toku teče převážně severním směrem. Nejprve protéká Zádušním lesem, po jehož opuštění přijímá levostranný bezejmenný přítok. Pod tímto soutokem, východně od Proseče, napájí tři menší bezejmenné rybníky. O něco níže po proudu podtéká silnici II/359 a stáčí se na východ až severovýchod. Po krátkém úseku, kde jej posiluje pravostranný přítok, se opět obrací na sever a vtéká do přírodní rezervace Maštale. Zde přitéká zleva další přítok, od jehož ústí se pozvolna mění směr toku na severovýchod. Údolí potoka je v této části zalesněné, postupně se prohlubuje a po obou stranách se nacházejí rozličné pískovcové útvary. Východně od Boru u Skutče je údolí Voletínského potoka sevřeno skalami, z nichž nejznámější je Petrovna a Tribuna. Obě lokality jsou přístupné po zeleně značené turistické trase. Nachází se zde také pseudokrasová jeskyně, označovaná jako Dudychova jeskyně. Okolo jeskyně vede červeně značená turistická cesta, která sleduje potok až k jeho ústí do Novohradky. Níže po proudu přijímá zprava přítok od Mojžíšovy studánky. Studánka je vytesána do skály. Do Novohradky se Voletínský potok vlévá na jejím 42,7 říčním kilometru v nadmořské výšce okolo 405 m.

### Geomorfologické členění
Horní tok v jižní části povodí odvodňuje malé území na severu Devítiskalské vrchoviny, která je geomorfologickým okrskem Žďárských vrchů. Žďárské vrchy jsou podcelkem Hornosvratecké vrchoviny. Střední tok protéká nejvýchodnější částí Prosečské pahorkatiny a jižní částí Novohradské stupňoviny. Prosečská pahorkatina je okrskem Žďárských vrchů. Novohradská stupňovina je okrskem Loučenské tabule, která je podcelkem Svitavské pahorkatiny. Dolní tok v severní části povodí odvádí vodu z jihu Novohradské stupňoviny.

### Větší přítoky
Všechny přítoky Voletínského potoka jsou krátké a bezejmenné.

## Fotogalerie

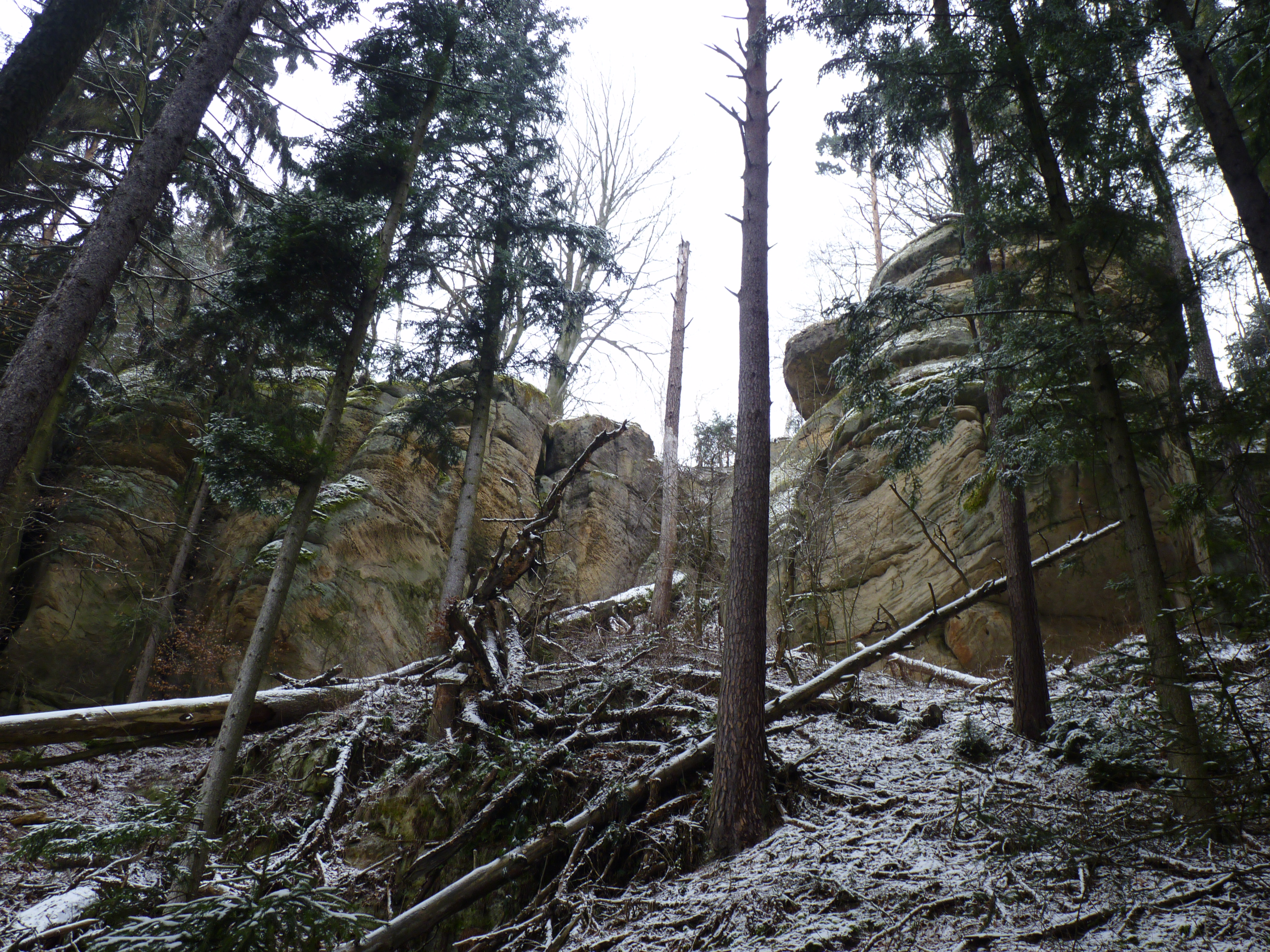
Okolní skály
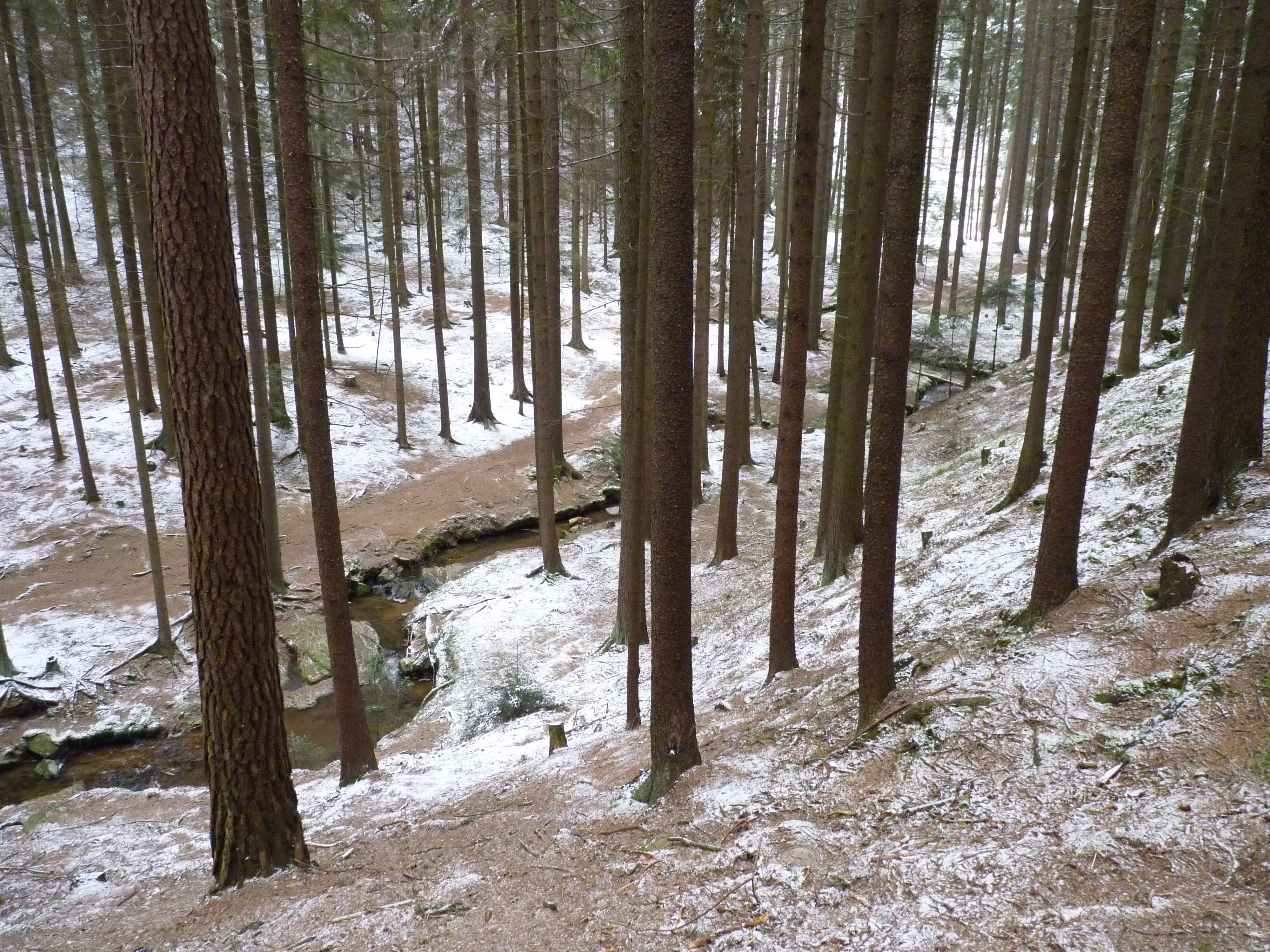
Údolí potoka v lednu 2014
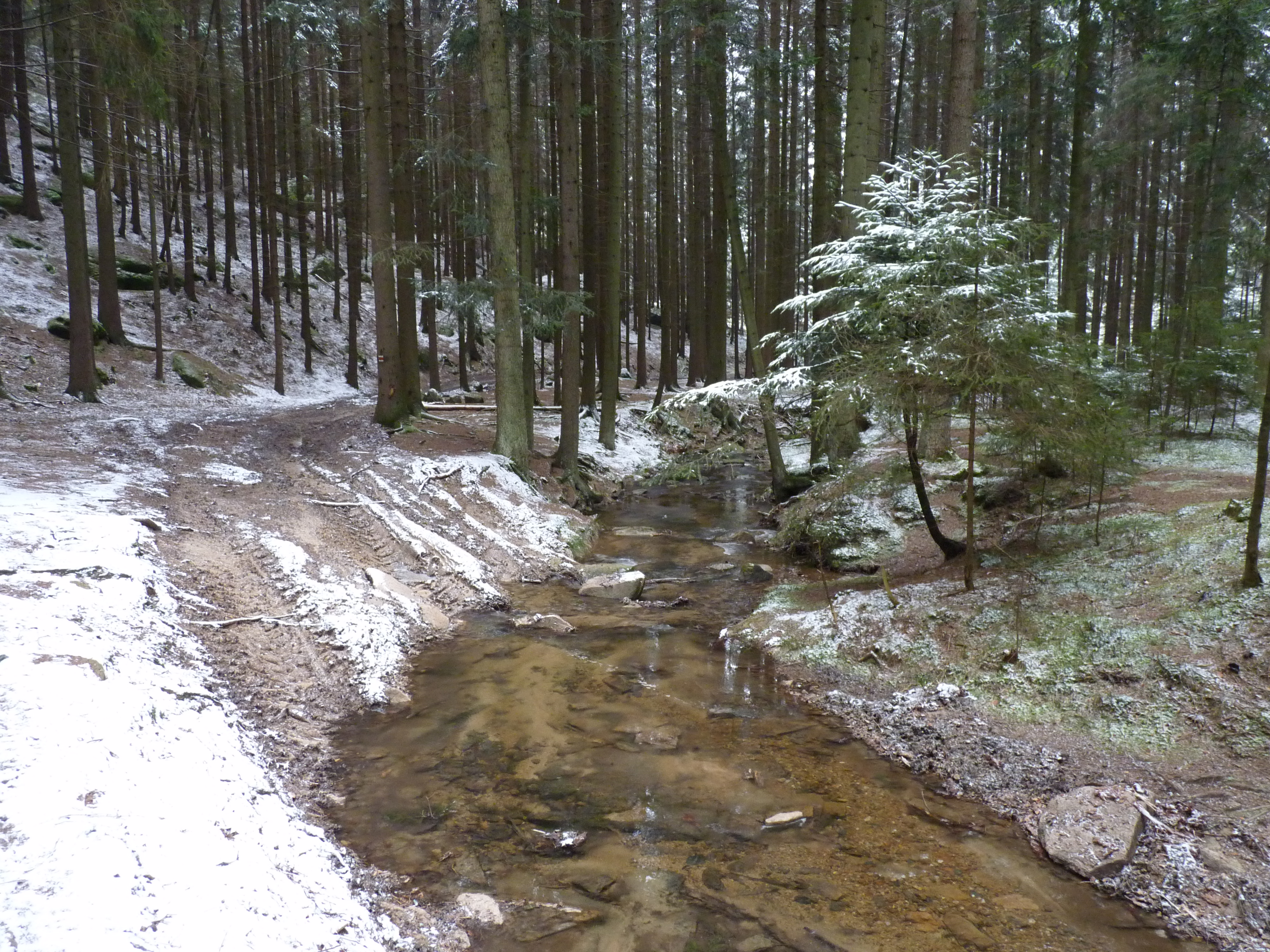
Cesta přes potok
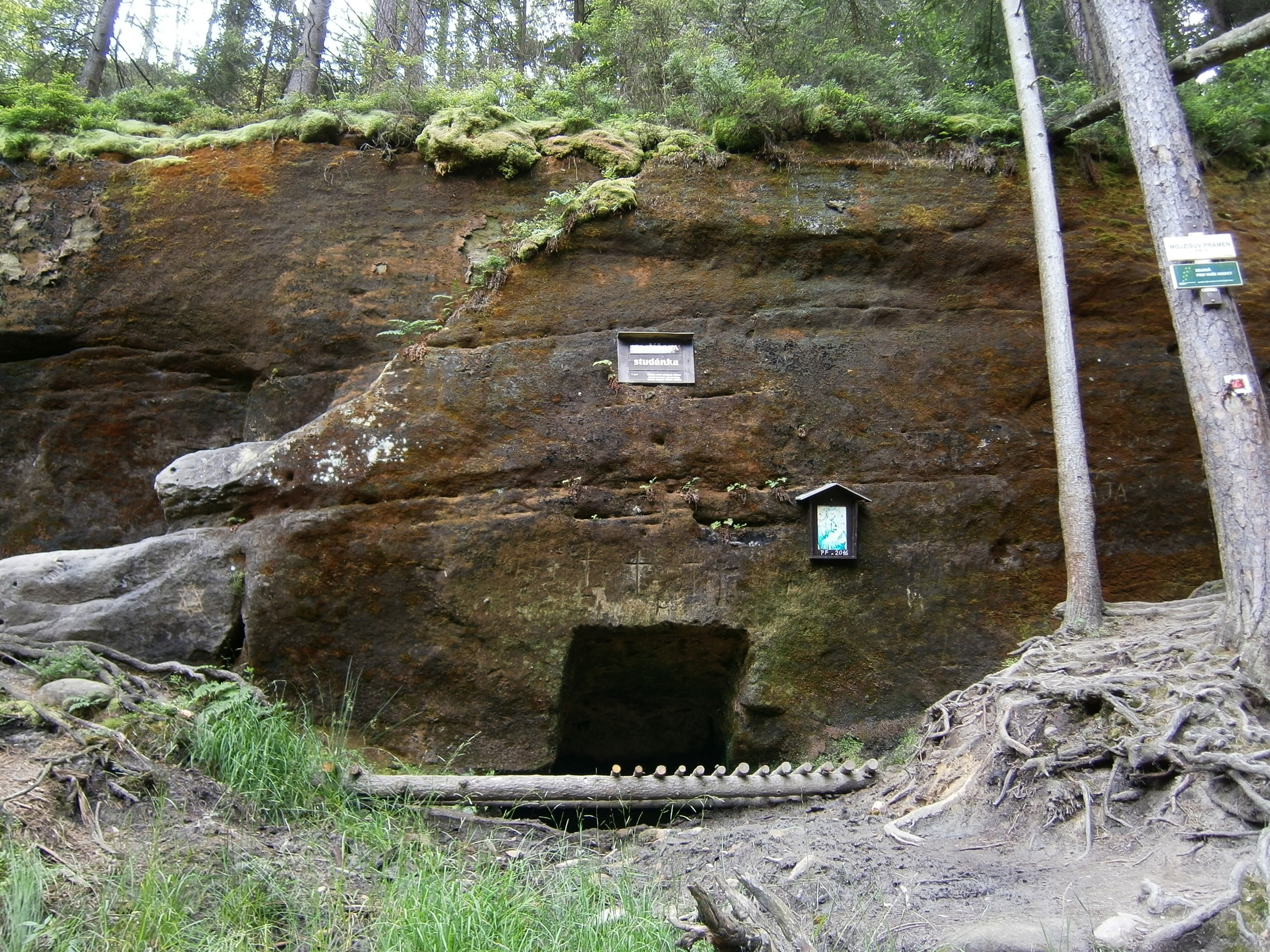
Mojžíšova studánka
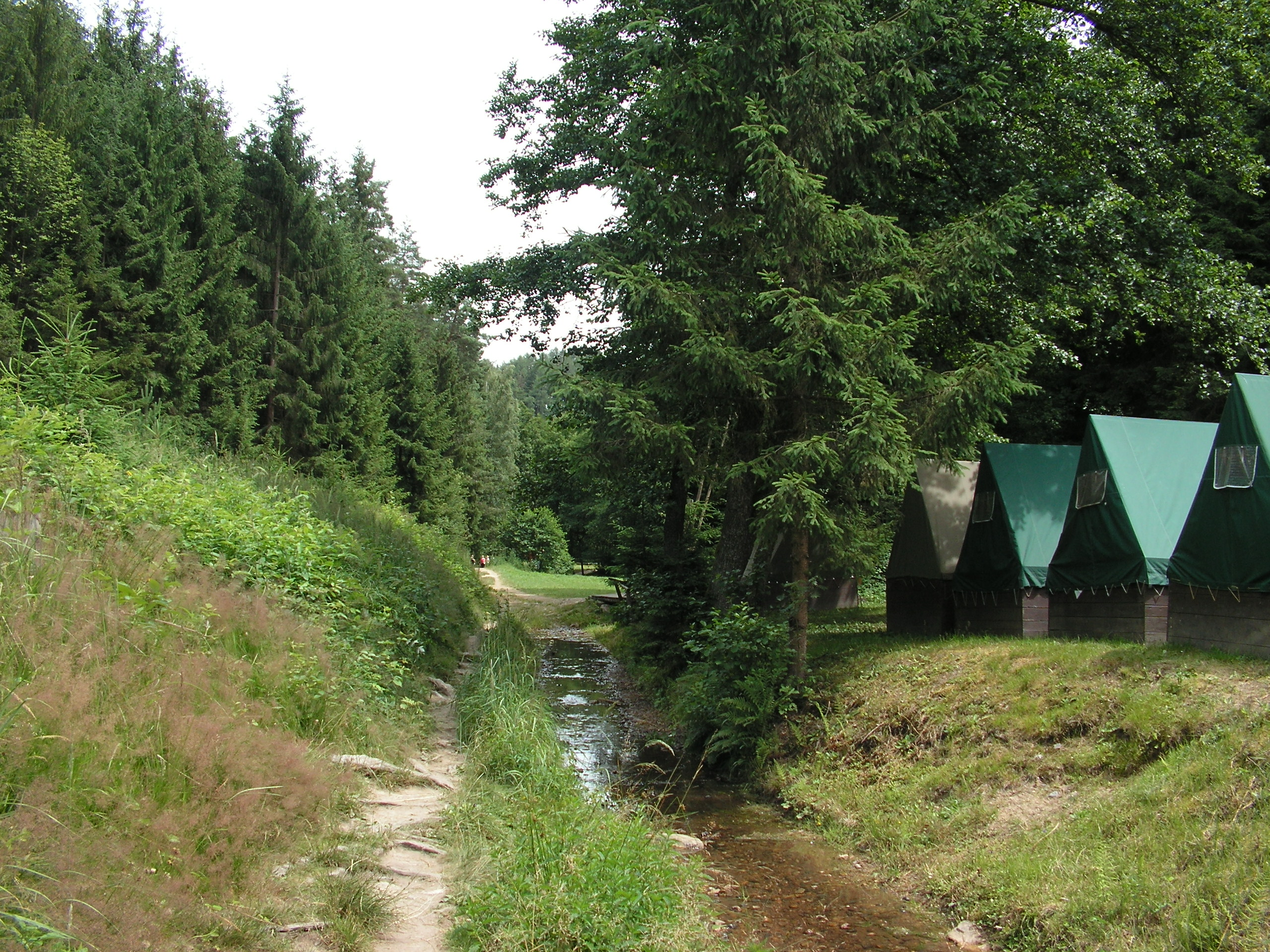
Potok nedaleko ústí